# Zygoballus maculatipes
Zygoballus maculatipes là một loài nhện trong họ Salticidae.
Loài này thuộc chi Zygoballus. Zygoballus maculatipes được Alexander Petrunkevitch miêu tả năm 1925.